# Бодмер, Мартин

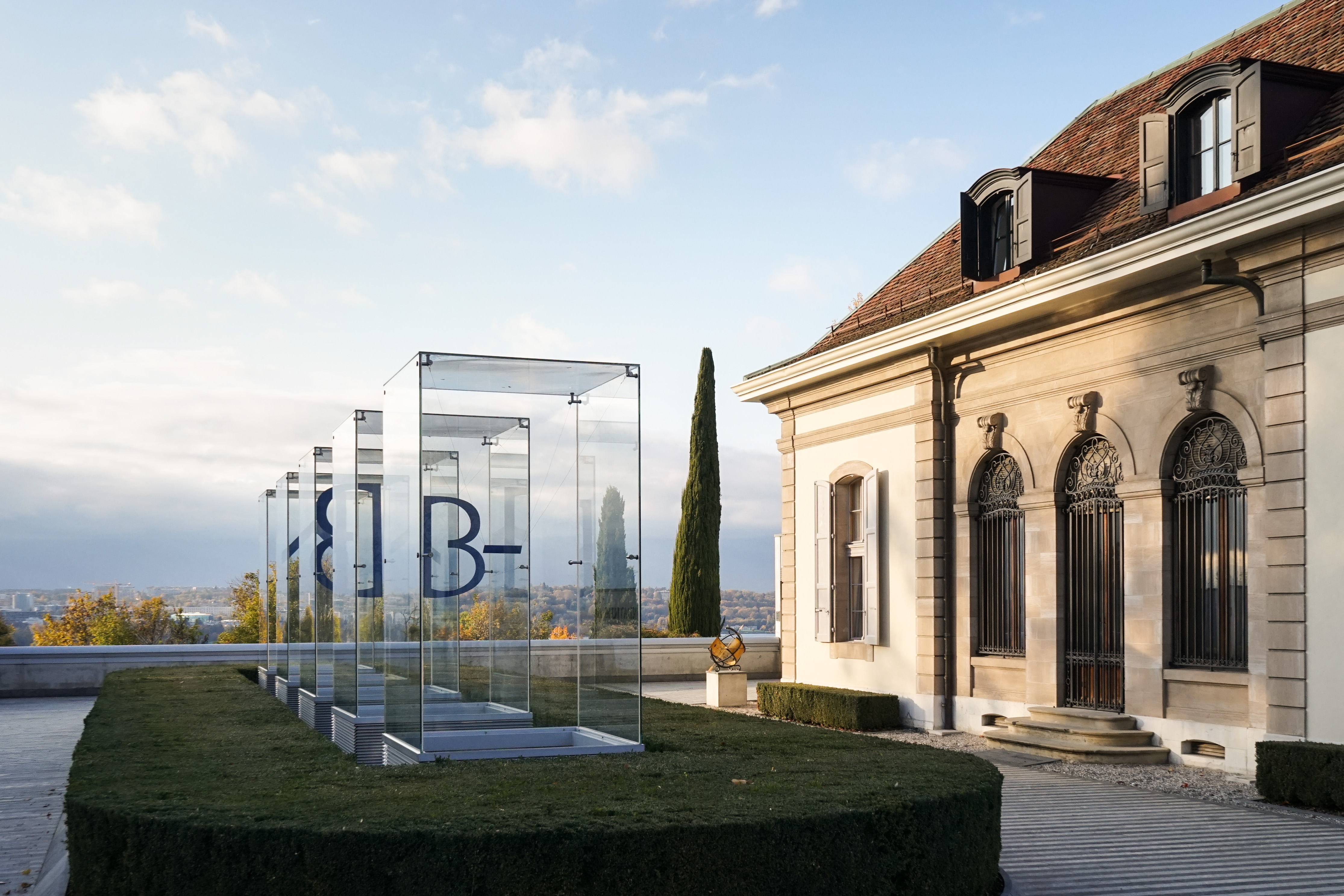
Внутренний двор Бодмеровской библиотеки

Ма́ртин Бо́дмер (итал. Martin Bodmer; нем. Martin Bodmer; фр. Martin Bodmer; 13.11.1899, Цюрих — 21.03.1971, Женева) — швейцарский библиофил и меценат.

## Биография
Мартин Бодмер происходил из состоятельной семьи. Изучал германистику и философию (высшего образования не получил). В 1921 году учредил самую престижную в Швейцарии литературную премию Готфрида Келлера. В 1930-1943 годах в Мюнхене выпускал журнал «Корона». В годы Второй мировой войны был вице-президентом Международного комитета Красного креста. Был дружен со многими выдающимися литераторами, среди которых Сельма Лагерлёф  и Поль Валери.

## Бодмеровская библиотека
Всю свою жизнь Бодмер посвятил собиранию книг. Целью его жизни было создание библиотеки, которая охватывала бы все области письменного творчества за всю историю человечества. В 1951 году переехал в Колоньи (пригород Женевы), где в специально выстроенном здании открыл «Библиотеку всемирной литературы». Управление коллекцией и музеем Бодмера с 1970 года осуществляет Фонд Мартина Бодмера (Fondation Martin Bodmer).